# Kirribilli House
Kirribilli House – jedna z dwóch oficjalnych rezydencji premiera Australii, zlokalizowana w Sydney, przy ulicy Kirribilli Avenue w dzielnicy North Sydney.

## Historia
Budynek został wzniesiony w latach 50. XIX wieku dla przedsiębiorcy Adolphusa Feeza. Zbudowano go na działce w niezwykle malowniczym miejscu, nad samym brzegiem zatoki Port Jackson (po drugiej stronie zatoki niemal naprzeciwko stoi dziś Sydney Opera House). W kolejnych latach często zmieniał właścicieli, aż w 1920 decyzją premiera Billy'ego Hughesa został zakupiony przez rząd federalny. Początkowo jego wnętrza służyły kancelarii gubernatora generalnego, którego rezydencja – Admiralty House – znajduje się tuż obok. Od 1930 okresy użytkowania go przez służby państwowe przeplatały się z okresami wynajmowania gmachu prywatnym najemcom. W 1956 został oficjalnie ogłoszony rezydencją premiera, mającą służyć mu w sytuacjach, gdy z racji swych obowiązków musi przebywać w największym mieście kraju.

## Status
W założeniu Kirribilli House jest pomocniczą rezydencją premiera, zaś główną siedzibę szefa rządu stanowi The Lodge w Canberze. Urzędujący w latach 1996-2007 premier John Howard jako pierwszy postanowił zamieszkać wraz z rodziną w Sydney, zaś The Lodge używał jedynie, gdy musiał nocować w stolicy. Dwójka jego następców - Kevin Rudd i Julia Gillard - powróciła do tradycji używania The Lodge jako głównej rezydencji. Od 2013 The Lodge przechodzi gruntowny remont, w związku z czym premierzy Tony Abbott i Malcolm Turnbull zostali niejako zmuszeni do rezydowania w Kirribilli, zaś tymczasowe apartamenty w stolicy urządzono im na terenie kampusu Kolegium Australijskiej Policji Federalnej. 